# El Escorial (Chubut)
El Escorial es una localidad del norte de la provincia del Chubut, en la Patagonia Argentina, dentro del Departamento Gastre.
Desde 1995 cuenta con un parque de energía eólica, con transformadores de 1,8 kW.

## Población
Contó con 89 habitantes (Indec, 2010), lo que representó un incremento del 74% frente a los 51 habitantes (Indec, 2001) del censo anterior.

El censo 2022 registró una población de 50 habitantes que se repartieron entre 23 hombres y 27 mujeres. Sin embargo, las cifras obtenidas fueron estimativas solo teniendo en cuenta a la población en viviendas particulares; es decir, excluyendo del dato a la población institucional y las personas sin hogar. Gracias a este censo también fue posible conocer su densidad y tamaño urbano.
| Gráfica de evolución demográfica de El Escorial entre 2001 y 2022 |
|                                                                   |
| Fuente: Censos nacionales del INDEC                               |